# 牛久保六騎
牛久保六騎（うしくぼろっき）は、戦国時代の東三河地方の牛久保城主牧野氏に参集していた寄騎衆の6氏をあらわす用語。「牛窪記」（江戸時代中期成立の軍記物）の記述中に現れる 「牛窪記」は、その構成メンバー6氏の姓氏を具体的には明示していないが、同文献中に登場する東三河の司頭とされる牧野・岩瀬・野瀬・真木・山本・稲垣・牧  の各氏が該当すると推測されている。彼らは天文年間には東三河に進出してきた戦国大名の今川氏（駿河方）に属していたが、今川義元の死後は寄親の牧野氏に先んじて徳川氏と和睦、牛久保牧野氏の徳川方帰属の仲立ちをしたとされる。

## 概要
永禄3年（1560年）桶狭間の戦いで今川義元が討ち死にすると、西三河の岡崎城主徳川家康は衰えがみえた今川氏から独立し、永禄4年（1561年）より、今川氏（駿河方）の勢力圏であった東三河に進攻した。東三河に位置する牛久保城主・牧野氏及び牛久保六騎は今川氏の勢力として初めはこれに強く抵抗したが、東三河において今川氏が敗色濃厚となった永禄8年（1565年）より、牛久保六騎は城主牧野氏に先んじて徳川方と和睦した。翌永禄9年（1566年）には城主牧野成定を説得して、同5月、成定の和睦・開城を実現し、家康より牛久保衆の掌握を命じられた（下記判物 ）。

## 牛久保六騎に関する記述・文献

### 徳川家康判物
牛久保城主・牧野成定が徳川家康に臣従した際に家康より発給された永禄9年（1566年）5月9日付けの家康の判物の末尾に「諸給人の儀、五・六人衆に相計る可き事」と特に付記されている。また同年10月23日（新暦11月19日）に牛久保城主・牧野成定が病死した際には、家康の異母弟・水野信元より下し置かれた徳川家康判物への添え状（同年11月13日付け（新暦12月9日付け））に、牧野山城守・能勢丹波守・（岩瀬）嘉竹斎・真木越中守・稲垣平右衛門尉・山本帯刀左衛門尉・同美濃守と宛名が記載。 されている。

### 天文期の関連古文書
室町時代（戦国時代中期）の天文7年(1538年)に、牧野氏・真木氏・岩瀬氏・野瀬氏が紛争を収めて連署した判物である「牛窪北鉄屋大工助九郎安堵状」が現存。愛知県図書館に寄託されている。但しこの史料の文中には、牛久保六騎と云う語彙はなく、地頭となっている。この文献の存在によって、牧野氏・真木氏・岩瀬氏・野瀬氏が、その当時から一定の実力を持った支配階級（土豪）であったことが証明できる。

## 牛久保六騎に相当すると推測される各氏の沿革
1. 牧野山城守は牛久保城主牧野家の分流というが、本宗からいつ分岐したかは不明。宝飯郡平井郷（豊川市平井町）に給地をもった。岩瀬氏とは対照的に軍事面での活動が今川氏の永禄年代の発給文書からも目立つ。特に永禄5年9月22日（新暦1562年10月19日）に牧野八太夫（山城守）が大塚城を徳川氏より奪還したことは特筆される。（関連→牧野康成 (石戸領主)）
2. 稲垣氏は伊勢国出身明応年間三河国に移住したという。平姓（藤原姓とも）というが後に清和源氏支流を称した。屋敷は牛久保城下岸組、本知は八名郡賀茂（豊橋市賀茂町）にあった。平右衛門尉を代々通称とした。文明年中より稲垣氏は、牛久保城主牧野氏の家政を総覧していたともいうが、その直参家臣であったか、寄騎であったかを断定するのは難しく確かなことは不明である。稲垣重宗は牧野氏の宿老的存在である一方、今川氏真の三河出馬の際に案内役を務め以後も氏真の信任が篤かった。重宗の弟は、設楽郡野田城の城代に今川氏によって任じられている。しかし、重宗の惣領である長茂は永禄8年に山本氏ら4人の寄騎とともに岡崎に参向、家康に恭順した。（詳細→三河稲垣氏）
3. 山本氏は駿河国富士郡の吉野氏の分かれで、祝詞職であったともいうが出自については諸説があり一定しない。また伝説上は駿河国久能山城主であったというが史料的根拠に乏しい。源満仲を遠祖とする清和源氏。山本幸綱が三河国八名郡賀茂郷に今川氏により所領を与えられ、第二代が初代の山本帯刀というが、史料が乏しい一方で異なった伝説が数多く存在し不明な点が多い。成氏から代々帯刀を称す。本知は八名郡賀茂郷にあった。また、牛久保城下岸組にも出仕屋敷を持っていた。（詳細→三河山本氏）
4. 岩瀬氏は家伝では奥州岩瀬郡須賀川（現在の福島県須賀川市）出身で藤原姓二階堂氏族という。須賀川城が岩瀬城とも称したかについては諸説がある。その後今川氏の家臣となり三河国宝飯郡千両（豊川市千両町）に移った（旧本知の千両に在った岩瀬氏は後にこの地の郷士となった[9]）。 やがて、岩瀬忠家（治部左衛門尉）が同郡大塚郷中島（蒲郡市大塚町上中島）に大塚城（中島城）を築き、大塚城主初代となった[10]。
牛久保六騎の岩瀬氏は天文年間の大塚城主岩瀬氏俊の弟和泉守入道善性が牛久保城主牧野氏に付属した庶流の一つである[11]。 和泉守の子・雅楽助は永禄年中の岩瀬氏あて今川氏真発給文書（感状・判物）によれば、牛久保・吉田両城への兵糧・煙硝・米穀の補給、また銭の融通など経済・物流関係への関与が目立ち今川領内での給付や酒造免許をうけた事などからも今川氏との関係が密である。
また、弘治2年（1556年）の牧野民部丞（貞成）逆心の節には牧野山城守（定成）の加担を内談にて押し止めるなど牧野山城守との関係が特筆される。しかし、永禄7年（1564年）大塚城の本家岩瀬河内守（彦三郎）が再度徳川家康に降ると、翌年には稲垣氏等とともに岡崎で家康に恭順した。（詳細→岩瀬忠震のページの三河岩瀬氏）
5. 真木氏は河内国古市郡槙庄出身。鍛冶屋の職能集団を配下としていた。南朝の忠臣・真木定観の末裔説がある。源姓説と橘姓説がある。14世紀に牛久保城近隣の梶の郷（鍛冶郷、豊川市中条町）に移住し本貫地となし、同地と牛久保城の内堀（うちぼり）内と堀外に屋敷を構えた在地の土豪。真木氏は、永禄4年（1561年）徳川方に攻められた牛久保城（城主牧野氏）を孤軍で守り抜き、当主が討ち死した。牛久保六騎の中では、反徳川派で今川派の旗頭的存在であり最後まで戦国大名今川氏に近かったとみられる。（詳細→三河真木氏）
6. 野瀬（能勢）氏は摂津国能勢郡（大阪府能勢町）を本貫地とする室町幕府・御家人の能勢氏（源姓）の一族で摂津国芥川城主の能勢丹波守頼則が牧野古白と連歌の連中であったという。その孫にあたる能勢信景（丹波守）が三河に来住し、のち古白に付属したのもその縁という（「牛久保密談記」）[12]。  よって、しばらく今橋城牧野家の寄騎であったが、今橋牧野家が没落すると牛久保牧野家の寄騎に移った。能勢氏は代々当主は丹波守を称している。永禄8年（1565年）には岡崎に参向し家康に恭順した。三河在住時代における本知は不詳。

## 徳川家康に臣従後の概要
戦国時代に、東三河において牛久保城主牧野氏と同等の勢力があったか否かは疑問が残るが、越後国長岡藩の伝説を記述した「温古之栞」によると、三河国牛久保城主の牧野新次郎（康成）は、徳川家康に（降伏を勧められて恭順し）安堵された所領を、牧野氏・真木氏・野瀬氏などと均分に分けたとしている。但し、この文言は、徳川氏に恭順後のものであり、牛久保六騎時代の同時代文書とは言いがたい。「温古之栞」の中には稲垣氏、山本氏、岩瀬氏に関する記述が含まれていないが、この三騎は徳川家康に臣従して、所領を直接安堵される一方で、牧野組の旗下に附属していたと推察される。
- 牧野山城守（定成）は子の康成（初名は正勝、通称半右衛門）とともに城主牧野成定より一足早い永禄8年（1565年）より家康に帰属。永禄9年8月8日（1566年（新暦）8月22日）旧知平井郷92貫文の地の所領安堵状を家康より賜る。子の半右衛門康成は酒井忠次麾下に属して戦功を積み、天正18年（1590年）武蔵国足立郡石戸（埼玉県桶川市大字川田谷）5,000石を給され、孫の信成（内匠頭）の時には譜代大名に列せられた。その末裔は丹後国田辺藩主となった。
- 稲垣氏は、永禄8年（1565年）、岡崎城の家康に召し出されて、その直参資格を得た。しかし1566年に牧野氏に稲垣長茂が帰参して、その家臣筆頭となった。1590年の徳川家康の関東移封に伴いその直参組となり、牧野氏から離れ、やがて譜代大名（志摩国鳥羽藩・近江国山上藩）に列した。庶流の稲垣平助家は、家康の旗本身分を兼帯して牧野氏に帰参し、稲垣惣領家の跡式を相続したものと推察され、後に越後長岡藩の家老首座連綿となり2,400石が与えられた。
- 山本氏の惣領家は、永禄8年（1565年）、岡崎城の家康に召し出されて、その直参資格を得た。1590年、徳川家康の関東移封に際して、家康の旗本身分を兼帯して牧野氏に帰参した。主な庶流は、越前国福井藩松平氏の上級家臣、志摩国鳥羽藩稲垣氏の永代家老、徳川将軍家の旗本（但し小禄）などとなった。山本氏については初代帯刀左衛門尉成氏の庶兄が山本勘助晴幸であるという伝承が長岡藩家老の山本帯刀家の由緒書きにあるが、旧牛久保領内の神社に異説があるなど事実関係は不明確であり、現状は伝承に留まる（→三河山本氏）。幕末の長岡藩、家老職・軍事総督であった山本帯刀義路は、藩の戦争責任をとる形で、斬首を受けた。山本帯刀家はこれで一度廃絶とされたが、後に家名再興を許され、高野家より入った養子五十六が家名を再興した。
- 岩瀬氏は大塚岩瀬氏庶流の岩瀬和泉守の家系が牛久保城主・牧野氏に付属していたが、永禄8年（1565年）より、和泉守の子の氏定と孫の氏則父子がともに家康に属して軍功を積み、氏則の子氏與（清助・吉左衛門）のとき徳川家直参旗本に取り立てられ1500石を知行した。それ以後、歴代は岩瀬吉左衛門と称した（直参旗本・岩瀬吉左衛門家）。吉左衛門家の分家として分出された幕末の幕府外交官岩瀬忠震は著名。また譜代大名大久保氏の1,000石級の重臣となって吉右衛門を通称した大塚岩瀬氏の末流があり、幕末の相模国小田原藩家老職岩瀬大江進正敬は、藩の責任を負って切腹している。
- 真木氏は、かつて牛久保六騎の中では、反徳川派で今川派の旗頭的存在として牧野氏に尽した。譜代大名となった牧野氏は、戦国大名今川氏（駿河方）に服属していた旧体制時代の真木氏の功績を尊重し、徳川氏に恭順した後も、牧野氏の客人分として厚遇した。牛窪記は、真木氏も家康と岡崎で謁見したとしているが、同書以外にこの事実を伝えている文献が存在しないため、謁見の事実があったか否か疑問視されている。真木氏は上野国大胡城在城期の牧野氏2万石から、その家老首座を大きく上回る3,000石を与えられたが、当時の当主は扱いや待遇の不満などから出奔する一方で、子息・一族は藩内に存続した。結局、真木氏は譜代大名牧野氏の家臣として分割・吸収され、越後長岡藩の先法家や上級家臣、信濃国小諸藩家老連綿、及び越後国三根山藩では永代家老に次ぐ家格などとなった。幕末の小諸藩家老職・真木要人則道は、藩の責任を負って斬首を受けた。
- 野瀬（能勢）氏の惣領家は、永禄9年（1566年）5月の家康公御判礼により、牛久保牧野家所属の諸士を掌握する。しかしその後、公儀に召し出され徳川直参の旗本となったが、その庶流は、真木氏と同じく越後長岡藩の先法家や上級家臣などとなった。また、『明智記』には永禄9年、越前国一乗谷の朝倉氏館で足利義昭の下に参集した武士（後の公方衆）の中に細川藤孝・一色藤長らとともに能勢丹波守の名が見える。また、寛政重修諸家譜・第272巻は能勢頼則の子孫が織田家の家臣となると記す[13]。また、『牛窪密談記』の編者・中神行忠（善九郎）は能勢氏の末葉と同書に記す。